# Александар Добрић
Александар Добрић (Велики Бечкерек, 4. мај 1837 — ? 1863) био је српски сликар.

## Биографија
Студирао је на Ликовној академији у Бечу (1859). Најпознатији је по својој слици "Милош Обилић у боју на Косову" из 1861.